# Stazione di City Thameslink
La stazione di City Thameslink è una stazione ferroviaria ubicata nella Città di Londra, posta lungo la ferrovia Holborn Viaduct-Herne Hill.